# TT268
La tombe thébaine TT 268 est située à Deir el-Médineh, dans la nécropole thébaine, sur la rive ouest du Nil, face à Louxor en Égypte.
C'est la tombe d'un dénommé Nebnakhte, serviteur dans la Place de Vérité. La tombe date de la XIXe dynastie.